# Ligusticum reptans
Ligusticum reptans là một loài thực vật có hoa trong họ Hoa tán. Loài này được (Diels) H. Wolff mô tả khoa học đầu tiên năm 1926.